# ميخائيل إلياس
ميخائيل إلياس (بالإنجليزية: Michael Elias)‏ هو منتج تلفزيوني ومنتج أفلام وكاتب أمريكي، ولد في 20 سبتمبر 1940 في Woodbourne, New York ‏ في الولايات المتحدة.

## وصلات خارجية
- ميخائيل إلياس على موقع IMDb (الإنجليزية)
- ميخائيل إلياس على موقع قاعدة بيانات الفيلم (الإنجليزية)